# Koan (keizer)
Keizer Koan (孝安天皇, Kōan-tennō) was de zesde keizer van Japan, volgens de traditionele opvolgvolgorde.
Koan was de zesde legendarische keizer van Japan. Hij werd geboren als Ōyamatotarashihikokunioshihito no Mikoto, tweede zoon van keizer Kōshō en keizerin Yosotahobime no Mikoto 余曾多本毘売命. Hij ontving de investituur tot kroonprins in het 68e regeringsjaar van keizer Kōshō, en besteeg vijftien jaar later de troon. Als residentie koos hij Akizushima no Miya 秋津島宮, een plaats die volgens Wamyōruijūshō 和名類聚抄 identiek is met de gemeente Muro 牟婁 in het district Kazurakinokami 葛上, provincie Yamato 大和 (thans Muro 室, stad Gose 御所, prefectuur Nara 奈良).
Over de achtergrond van zijn gemalin zijn Japans oudste kronieken het andermaal oneens: Kojiki noemt zijn nichtje Oshikahime 忍鹿比売; Nihon shoki vermeldt Oshihime 押媛, dochter van zijn oudere broer Ametarashihikokunioshihito no Mikoto 天足彦国押人命. De keizerin schonk hem meerdere kinderen waaronder de troonopvolger, Ōyamatonekohikofutoni no Mikoto 大日本根子彦太瓊尊 (spellingvariant: 大倭根子日子賦斗邇命). Na een regering van 102 jaar, stierf de keizer, postuum Koan (“rust in piëteit”) geheten, in de leeftijd van 123 (Kojiki) of 137 jaar (Nihon shoki). Hij werd volgens de traditie bijgezet in de grafheuvel Tamatenookanoe no Misasagi 玉手丘上陵, op het grondgebied van de stad Gose, met name de gemeente Ōazatamade 大字玉手.
Enkele genealogische data daargelaten, bieden kronieken geen bijzonderheden over leven en daden van de legendarische vorst. Wel refereren bronnen aan de primitieve traditie van secundogenituur volgens welke de eerstgeborene (i.c. prins Ametarashihikokunioshihito no Mikoto) van troonopvolging uitgesloten was en in de plaats daarvan met sacerdotaal gezag (shintoïstisch priesterschap) bekleed werd. Voorts eindigde met keizer Koan de reeks van monogame keizers, en raakte aan het Japanse hof de praktijk van ongecodificeerde polygamie ingeburgerd.